# Jablonov nad Turňou
Jablonov nad Turňou es un municipio del distrito de Rožňava en la región de Košice, Eslovaquia, con una población estimada a final del año 2024 de 733 habitantes.
Se encuentra ubicado al oeste de la región, en la cuenca hidrográfica del río Hernád, y cerca de la frontera con la región de Banská Bystrica y Hungría.

## Demografía
| Año        | 1994 | 2004    | 2014    | 2024    |
| ---------- | ---- | ------- | ------- | ------- |
| Población  | 863  | 862     | 786     | 733     |
| Diferencia |      | −0,11 % | −8,81 % | −6,74 % |

| Año        | 2023 | 2024    |
| ---------- | ---- | ------- |
| Población  | 737  | 733     |
| Diferencia |      | −0,54 % |